# Caterina Guzzanti
 (juin 2025).
Si vous disposez d'ouvrages ou d'articles de référence ou si vous connaissez des sites web de qualité traitant du thème abordé ici, merci de compléter l'article en donnant les références utiles à sa vérifiabilité et en les liant à la section « Notes et références ».
Caterina Guzzanti, née le 5 juin 1976 à Rome, est une comédienne et satiriste italienne. 

## Biographie
Caterina Guzzanti naît à Rome le 5 juin 1976. Elle est la fille de l'ancien député Paolo Guzzanti, ainsi que la petite sœur de l'actrice et polémiste Sabina Guzzanti et de l'humoriste Corrado Guzzanti.
Elle débute en 1997 à la télévision dans le programme de Serena Dandini "Pippo Chennedy Show" avec  Sabina et Corrado. Elle continue à collaborer avec eux dans plusieurs émissions, tout en créant sa propre série de personnages imités, comme Sarah Palin et des personnages inventés tels que la "petite comtesse en tricycle", une petite fille gâtée bilingue italien-anglais, qui s'amuse à tourmenter les domestiques. Dans les sketches, elle s'avère être possédée par un démon, qui est terrifié par la méchanceté de l'enfant et supplie qu'on le laisse sortir de son corps.
Elle travaille régulièrement à la radio, notamment dans le programme "610" avec Pasquale "Lillo" Petrolo e Claudio "Greg" Gregori.
De 2007 à 2010 elle joue dans les trois saisons de la série "Boris", qui a été jugée "probablement la meilleure série italienne de comédie satirique".
Au printemps 2012, elle participe à l'émission Un due tre stella animée par sa sœur Sabina, où elle joue pour la première fois le personnage de Vichi, une parodie d'une jeune fille militante du mouvement d'extrême-droite CasaPound.
En novembre 2013, elle travaille avec Stefano Bollani dans le dernier épisode de la deuxième saison de l'émission télévisée Sostieni Bollani, le dimanche en fin de soirée sur RAI 3. Depuis mars 2013 sur MTV, elle anime le programme La prova dell'otto. En 2021, elle participe en tant que concurrente à l'émission de comédie italienne LOL - Chi ride è fuori.

## Filmographie

### Cinéma
- 1998 : Le faremo tanto male de Pino Quartullo
- 2000 : Welcome Albania de Fabrizio Maria Cortese
- 2002 : Bimba - È clonata una stella de Sabina Guzzanti
- 2003 : Poco più di un anno fa - Diario di un pornodivo de Marco Filiberti
- 2008 : Fascisti su Marte de Corrado Guzzanti
- 2008 : Tutta la vita davanti de Paolo Virzì
- 2009 : Feisbum - Il film de Dino Giarrusso
- 2009 : Oggi sposi de Luca Lucini
- 2011 : Boris - Il film de Giacomo Ciarrapico, Mattia Torre et Luca Vendruscolo
- 2011 : Nessuno mi può giudicare de Massimiliano Bruno
- 2014 : Pane e burlesque de Manuela Tempesta
- 2014 : Soap opera de Alessandro Genovesi
- 2014 : Confusi e felici de Massimiliano Bruno
- 2014 : Ogni maledetto Natale de Giacomo Ciarrapico, Mattia Torre e Luca Vendruscolo
- 2018 : Ti presento Sofia de Guido Chiesa
- 2019 : Modalità aereo de Fausto Brizzi
- 2019 : Mollami de Matteo Gentiloni
- 2020 : Burraco fatale de Giuliana Gamba